# Cantone di Saint-Laurent-du-Pont
Il Cantone di Saint-Laurent-du-Pont era una divisione amministrativa dell'arrondissement di Grenoble.
A seguito della riforma approvata con decreto del 18 febbraio 2014, che ha avuto attuazione dopo le elezioni dipartimentali del 2015, è stato soppresso.

## Composizione
Comprendeva i comuni di:
- Entre-deux-Guiers
- Miribel-les-Échelles
- Saint-Christophe-sur-Guiers
- Saint-Joseph-de-Rivière
- Saint-Laurent-du-Pont
- Saint-Pierre-de-Chartreuse
- Saint-Pierre-d'Entremont